# Lounge bar

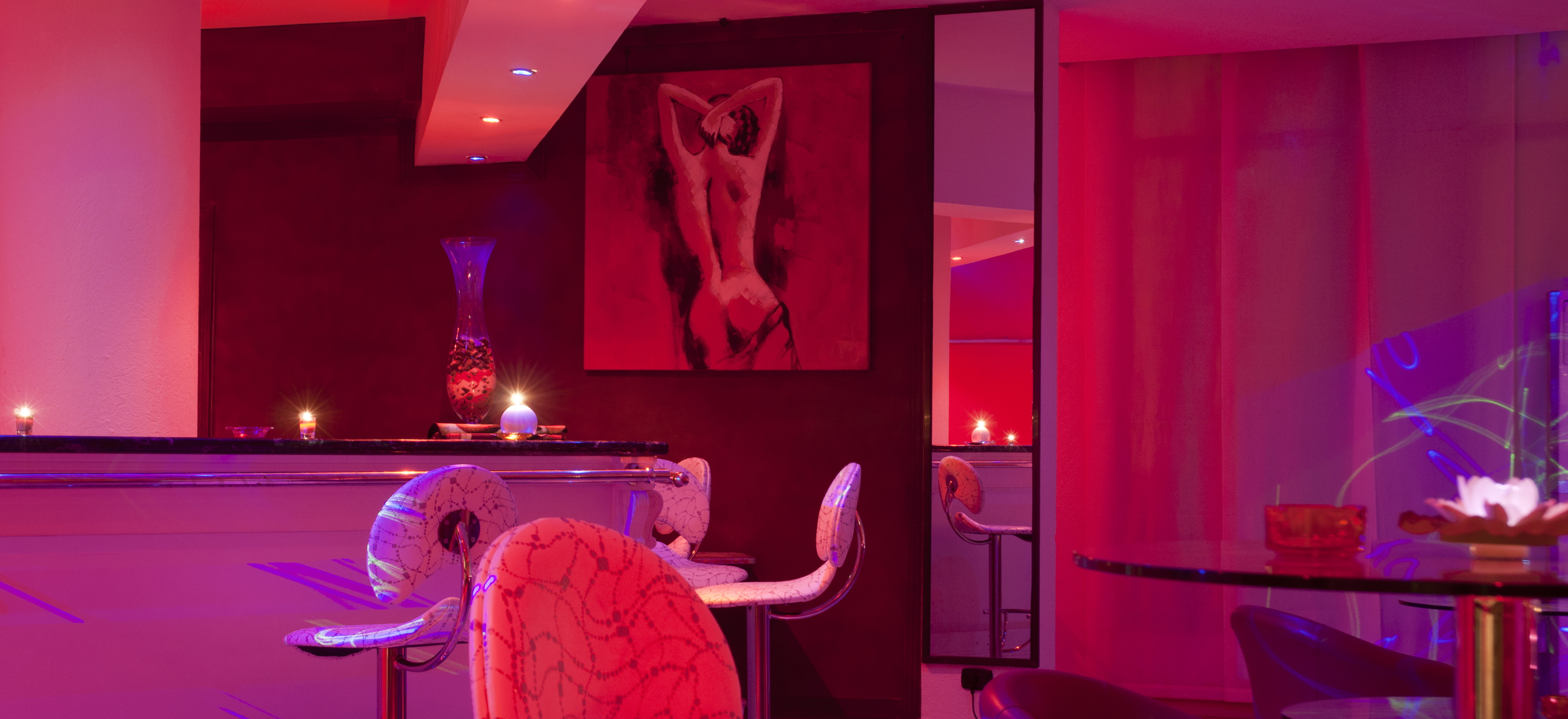
Un bar lounge à Ouagadougou.

Un lounge bar, bar lounge ou lounge est un type de bar qui offre une ambiance feutrée. Le terme lounge signifie en anglais « salon ». Selon l'universitaire Pascal Lardellier, les cafés contemporains se développent surtout dans les centres-villes aux dépens des bistrots de quartier, dans le cadre de stratégie de revitalisation urbaine marquée par une double tendance, la « Starbuckisation » et la « loungisation ».
L'esthétique lounge se fonde sur deux styles : hyperbaroque avec des rideaux et tentures, des banquettes, poufs, fauteuils clubs et canapés confortables remplaçant les chaises, des lumières tamisées, parfois colorées, et la diffusion de musique d'ambiance dite « musique lounge » qui invitent à la détente, ; épuré qui privilégie les tons blancs et les grands écrans plats.
Parmi la carte des boissons servies figurent en bonne place les cocktails, le vin, parfois le champagne. Les menus raffinés complètent ce service ostentatoire.